# 綠頭石斑魚
綠頭石斑魚，為輻鰭魚綱鱸形目鱸亞目鮨科的其中一種，分布於中東太平洋的東加海域，體長可達17.1公分，為底棲性魚類，屬肉食性，生活習性不明。

## 擴展閱讀
維基物種上的相關：綠頭石斑魚